# ブロック・ピーターズ
ブロック・ピーターズ（Brock Peters, 1927年7月2日 - 2005年8月23日）は、アメリカ合衆国の俳優。本名はジョージ・フィッシャー。1962年の映画『アラバマ物語』で白人女性に対する強姦罪で告発された黒人青年トム・ロビンソンを演じたことで知られる。

## 経歴
ニューヨーク市出身。アフリカ系アメリカ人と西部インディアンの両親の元に生まれる。10歳の頃からショービジネスの世界に目を向けていた。
ニューヨークの音楽と芸術で有名な高校で学びながら、ハーレムでの貧乏生活からのし上がるために様々な職をこなした。高校卒業後、ニューヨーク市立大学シティカレッジに進学。1949年、舞台の『ポギーとベス』(Porgy and Bess)で役を獲得、大学を中退し舞台ツアーを続け称賛を受けた。
ピーターズの映画デビューは1954年の『カルメン』である。それから『アラバマ物語』や1963年の『L型の部屋』などの作品で有名になった。ピーターズはブロードウェイのミュージカル『Lost in the Stars』でトニー賞にノミネートされた。
膵臓ガンのために78歳でこの世を去った。娘のリズ・ジョー・ピーターズに先立つ死だった。

## 主な出演作品

### 映画
- カルメン Carmen Jones（1954） - ブラウン軍曹
- ポギーとベス Porgy and Bess（1959） - クラウン
- L型の部屋 The L-Shaped Room (1962）- ジョニー
- アラバマ物語 To Kill a Mockingbird（1962）- トム・ロビンソン
- ダンディー少佐 Major Dundee（1964）- エイソップ
- 質屋 The Pawnbroker（1964）- ロドリゲス
- ある戦慄 The Incident（1967）- アーノルド・ロビンソン
- 野良犬の罠 P.J.（1968）- ウォーターパーク
- 荒野の三悪党 Ace High（1969）- トーマス
- ジャック・ジョンソン Jack Johnson（1971） -ドキュメンタリーフィルム。ジャック・ジョンソンの声の吹き替え
- ソイレント・グリーン Soylent Green（1973） - ハッチャー警部
- Lost in the Stars（1974） - スティーブン・クマロ
- パニック・イン・スタジアム Two Minute Warning（1976）- ポール
- スタートレックIV 故郷への長い道 Star Trek IV: The Voyage Home （1986） - カートライト提督
- スタートレックVI 未知の世界 Star Trek VI: The Undiscovered Country （1991） - カートライト提督
- アリゲーター2 Alligator II: The Mutation （1991） - 警察署長
- Park Day（1998）- Heseeit Turner
- The Last Place on Earth（2002）- Jack Field
- No Prom for Cindy（2002）- Doctor

### テレビドラマ
- ジェシカおばさんの事件簿（1986）-1エピソード「陪審員はつらいもの」
- スタートレック:ディープ・スペース・ナイン （1993 - 1999）- ジョセフ・シスコ（ベンジャミン・シスコの父）

### 舞台
- Lost in the Stars - スティーブン・クマロ

### ラジオドラマ
- スターウォーズ（en:Star Wars (radio)、1981・1983・1996） - ダース・ベイダー

### テレビアニメ
- ダックテイルズ(1987)
- キャプテン・プラネット(1990)
- バットマン（1992 - 1994） - ルシアス・フォックス
- ジョニー・ブラボー(1997)
- サムライジャック(2001)
- Static Shock(2003)